# Thuarea perrieri
Thuarea perrieri är en gräsart som beskrevs av Aimée Antoinette Camus. Thuarea perrieri ingår i släktet Thuarea och familjen gräs. Inga underarter finns listade i Catalogue of Life.